# صلصة سريراتشا (أغذية هوي فونغ)
 
صلصة سريراتشا من هوي فونغ (Huy Fong's sriracha sauce) (/sɪˈrɑːtʃə/ sih-RAH-chə ؛ (بالتايلندية: ศรีราชา)‏ ،  الفيتنامية: Tương Ớt Sriracha)، يشار إليها أيضًا باسم سريراتشا (sriracha) أو صلصة الديك على ملصقها، هي العلامة التجارية الأصلية لـ سريراتشا، وهي صلصة الفلفل الحار التي نشأت في تايلاند. يتم إنتاج الصلصة بواسطة أغذية هوي فونغ، وهي شركة مصنعة في كاليفورنيا، وتم إنشاؤها في عام 1980 بواسطة ديفيد تران، وهو مهاجر صيني من فيتنام. تتضمن بعض كتب الطبخ وصفات تستخدمه كتوابل رئيسية.
يمكن التعرف عليه من خلال لونه الأحمر الساطع وعبوته: زجاجة بلاستيكية شفافة بغطاء أخضر، ونص باللغة الفيتنامية والإنجليزية والصينية والإسبانية، وشعار الديك. ولد ديفيد تران عام 1945، عام الديك في الأبراج الصينية. يعتبر الغطاء الأخضر وشعار الديك علامة تجارية، لكن مكتب براءات الاختراع والعلامات التجارية الأمريكي يعتبر «سريراتشا» مصطلحًا عامًا.

## تحضير
لم تتغير وصفة الصلصة بشكل ملحوظ منذ عام 1983. تسرد الزجاجة المكونات: «الفلفل الحار، السكر، الملح، الثوم، الخل المقطر، سوربات البوتاسيوم، بيسلفيت الصوديوم وصمغ الزانثان». صوصات الفلفل الحار من أغذية هوي فونغ مصنوعة من فلفل حار طازج، أحمر، فلفل هالابينو ولا تحتوي على ماء مضاف أو ألوان صناعية. يستخدم مسحوق الثوم بدلاً من الثوم الطازج. كانت الشركة تستخدم في السابق سيرانو تشيليز، لكنها وجدت صعوبة في حصادها. للحفاظ على الصلصة ساخنة، لا تنتج الشركة سوى حصة شهرية مبيعة مسبقًا من أجل استخدام الفلفل من مصادر معروفة فقط. الصلصة معتمدة كوشير من قبل مجلس ربانيكال كاليفورنيا.

## إنتاج

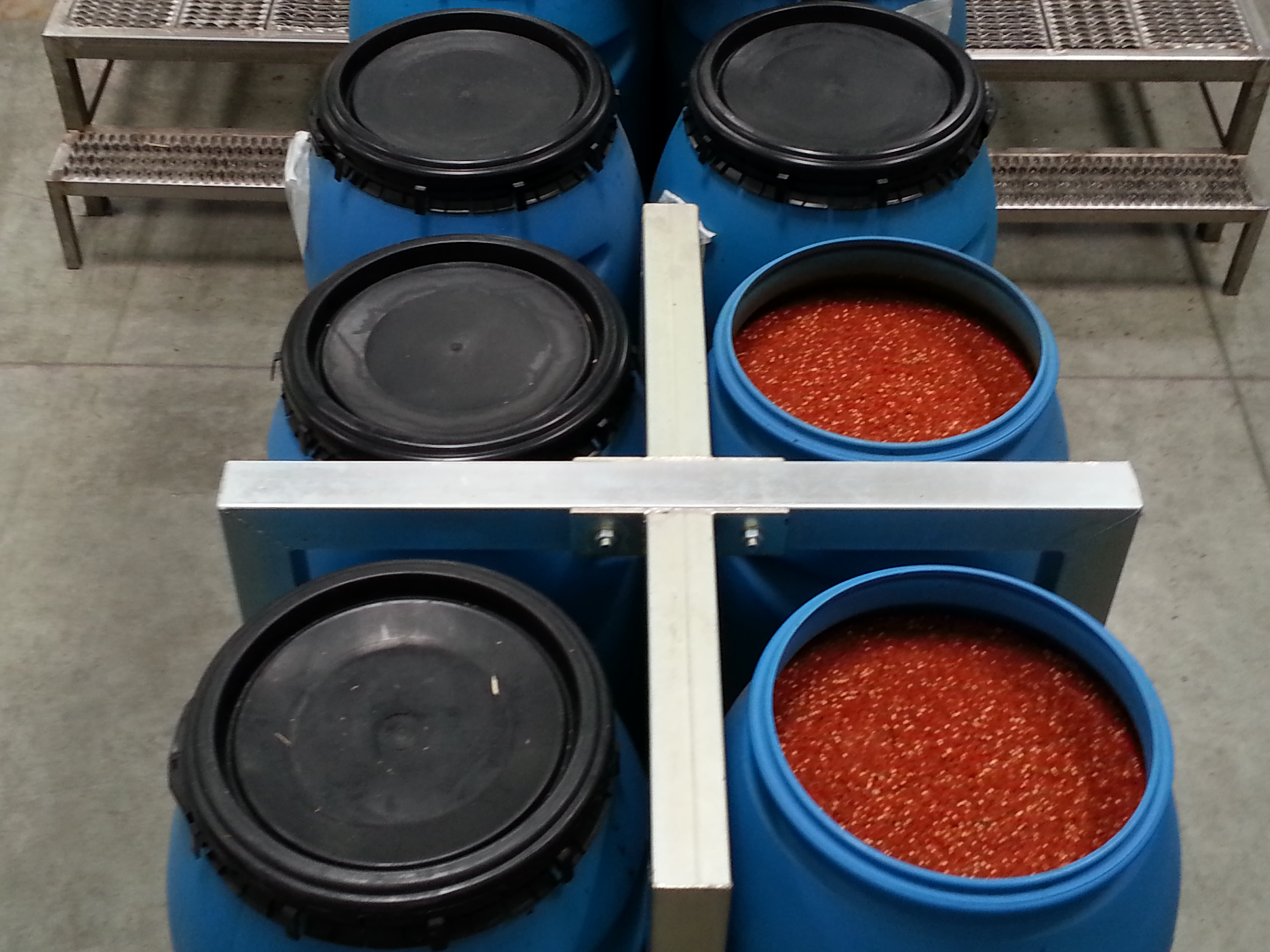
براميل سريراتشا

يبدأ إنتاج صلصة سريراتشا بزراعة الفلفل الحار، الذي ينمو في أندروود رانش حتى أنهت الشركتان علاقتهما في عام 2016. ديفيد تران، مالك أغذية هوي فونغ، تعاقد مع حوالي 1,700 أكر (690 ها) من الأراضي الزراعية التي تنتشر من مقاطعة فينتورا إلى مقاطعة كيرن في كاليفورنيا. من أجل صنع سريراتشا، يتم زراعة الفلفل الحار في شهر مارس.
يستخدم تران نوعًا معينًا من الآلات التي تقلل من النفايات عن طريق خلط الصخور والأغصان والفلفل الحار غير المرغوب فيه / غير القابل للاستخدام مرة أخرى في التربة. يتم حصاد الفلفل الحار في منتصف يوليو حتى أكتوبر ويتم نقله من المزرعة إلى منشأة معالجة أغذية هوي فونغ في ايروينديل.
تران لا يضيف تلوين الطعام إلى الصلصة، ولذلك تختلف كل زجاجة في اللون. في بداية موسم الحصاد، تكون الفلفل الحار أكثر خضرة، وبالتالي فإن الصلصة تعطي لونًا أحمر باهتًا. في وقت لاحق من الموسم، تكون الصلصة المنتجة باللون الأحمر الفاتح. بعد حصاد الفلفل الحار، يتم غسلها وسحقها وخلطها مع السكر والملح والثوم والخل المقطر وسوربات البوتاسيوم وثنائي سلفيت الصوديوم كمواد حافظة وصمغ الزانثان. يتم تحميل الصلصة في براميل ثم توزيعها في زجاجات. يتم تصنيع جميع البراميل والزجاجات في الموقع لتقليل النفايات والانبعاثات.

## القيمة الغذائية
| حجم الوجبة                 | 1 ملعقة صغيرة |
| سعرات حراريه               | 5             |
| السعرات الحرارية من الدهون | 0             |
| إجمالي الدهون              | 0 غرام        |
| صوديوم                     | 75 ملغ        |
| اجمالي الكربوهيدرات        | 1 غرام        |
| السكريات                   | 1 غرام        |
| بروتين                     | 0 غرام        |
| فيتامين أ                  | 0٪            |
| فيتامين سي                 | 0٪            |
| الكالسيوم                  | 0             |
| حديد                       | 0             |

## تصنيف الحرارة مقياس سكوفيل
تصنف صلصة سريراتشا من أغذية هوي فونغ في نطاق 1000-2500 وحدة حرارية، فوق فلفل الموز وتحت فلفل هالابينو، على مقياس سكوفيل المستخدم لقياس الحرارة الحارة للفلفل الحار.

## تاريخ

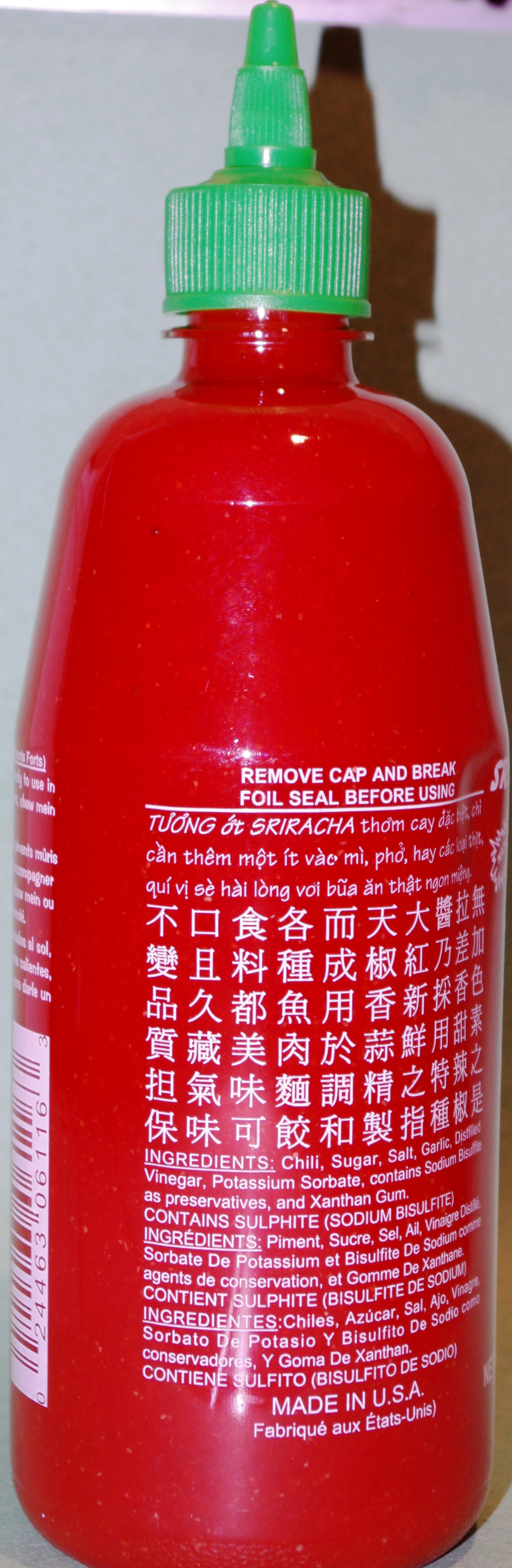
سريراتش بواسطة أغذية هوي فونغ

بدأ ديفيد تران في صنع الصلصات الفلفل الحار في عام 1975 في مسقط رأسه فيتنام، حيث قام شقيقه بزراعة الفلفل الحار في مزرعة شمال سايغون. في عام 1978، بدأت الحكومة الفيتنامية الشيوعية الجديدة في قمع العرقية الصينية في جنوب فيتنام. احتشد تران وثلاثة آلاف لاجئ آخر على سفينة الشحن التايوانية هيوي فونغ متوجهة إلى هونغ كونغ. بعد مواجهة استمرت شهرًا مع السلطات البريطانية، نزل ركابها في 19 يناير 1979.
حصل تران على حق اللجوء في الولايات المتحدة. أسس شركة أغذية هوي فونغ في عام 1980، وأطلق على الشركة اسم سفينة اللاجئين التي أخرجته من فيتنام. تم توفير الصلصة في البداية للمطاعم الآسيوية بالقرب من قاعدته في الحي الصيني، لوس أنجلوس، ولكن المبيعات نمت باطراد عن طريق السمعة الشفهية.
في ديسمبر 2009، اختارت مجلة بون آبيتى صوص مكون العام لعام 2010.
في عام 2012، تم بيع أكثر من 20 مليون زجاجة. تقول أغذية هوي فونغ إن الطلب قد فاق العرض منذ أن بدأت الشركة في صنع الصلصة. لا تعلن الشركة لأن الإعلان من شأنه أن يوسع هذه الفجوة. عزز هوي فونغ الإنتاج منذ عام 2013.
نمت صلصة سريراتشا من طعم عبادة إلى واحدة من أكثر التوابل شعبية في صناعة المواد الغذائية. تستخدم في البرغر والسوشي والوجبات الخفيفة والحلوى والمشروبات وحتى المنتجات الصحية. قال تران إنه تم ثنيه عن تأمين علامة تجارية على كلمة سريراتشا لأنه من الصعب الحصول على واحدة تحمل اسم موقع حقيقي. سمح هذا للآخرين بتطوير إصداراتهم الخاصة، باستخدام الاسم. بعض أكبر الشركات في الأعمال التجارية، مثل هاينز وستاربكس وفريتو-لاي وأبل بيز وبي اف تشانغز وبيتزا هت وصب واي وجاك إن ذا بوكس تستخدم الاسم دون ترخيص. في عام 2016، دخلت لكزس في شراكة مع أغذية هوي فونغ لبناء سيارة واحدة ترويجية من (Sriracha IS) سيدان رياضية.

### دعاوى قضائية
في أكتوبر 2013، رفعت مدينة إروينديل بولاية كاليفورنيا دعوى قضائية ضد مصنع أغذية هوي فونغ بعد أن اشتكى ما يقرب من 30 من سكان البلدة من الروائح الحارة التي ينبعث منها المصنع أثناء إنتاج صلصة سريراتشا. طلب المدعي في البداية أمرًا قضائيًا يأمر هوي فونغ من «تشغيل أو استخدام» المصنع. في 27 نوفمبر 2013، حكم القاضي روبرت إتش أوبراين جزئيًا لصالح المدينة، معلناً أن شركة أغذية هوي فونغ يجب أن توقف أي عمليات يمكن أن تسبب الروائح الكريهة وإجراء تغييرات للتخفيف منها، على الرغم من أنه لم يأمر بوقف العمليات تمامًا. وفقًا للقاضي، على الرغم من وجود «نقص في الأدلة الموثوقة» التي تربط شكاوى السكان المحليين من مشاكل في التنفس وإغراق العيون بالمصنع، فإن الرائحة التي يمكن «استنتاجها بشكل معقول أنها صادرة عن المنشأة» هي، بالنسبة للسكان، «مزعجة للغاية ومزعجة \للحواس مما يستدعي اعتباره مصدر إزعاج عام\».
في أواخر يناير 2014، أعلنت مدينة إروينديل أنها توسع قضيتها ضد أغذية هوي فونغ لتشمل دعوى خرق العقد، مدعية أن المصنع انتهك شرط تصريح التشغيل الخاص به عن طريق انبعاث روائح ضارة. تم تحديد موعد المحاكمة أمام هيئة محلفين في محكمة لوس أنجلوس العليا في 3 نوفمبر 2014. في 29 مايو 2014، أُعلن أن ايروينديل قد أسقط الدعوى القضائية ضد أغذية هوي فونغ. خلال المعارك القانونية، قدم وفد من تكساس حوافز لنقل العمليات إلى دينتون. وقدمت دول أخرى عروضا لنقل محتمل.
هناك تاريخ طويل من الدعاوى القضائية بين هوي فونغ واندروود رانشز، المورد الرئيسي للهالبينو منذ الثمانينيات. في عام 2016، دفع هوي فونغ مبالغ زائدة لأندروود بمبلغ 1.46 دولار مليون. وفقًا لمحامي أندروود، حاول تران قبل ذلك مباشرة تعيين مدير العمليات في أندروود من أجل تشكيل اهتمام جديد بتنمية الفلفل، وكسر الثقة بين تران وأندروود. رفع هوي فونغ دعوى قضائية ضد أندروود لعدم سداد هذه المدفوعات الزائدة؛ عارض أندروود لخرق العقد. في يوليو 2019، تم البت في القضية بشكل عام لصالح أندروود، حيث منحت هيئة محلفين في كاليفورنيا للمزارع 10 مليون دولار كتعويضات عقابية و 14.8 دولار مليون دولار للتعويض عن إيرادات العقود المفقودة بين عامي 2016 و 2019. ومع ذلك، قررت هيئة المحلفين أيضًا أن مطالبة هوي فونغ بالدفع الزائد كانت صحيحة، لذا تم خصم 1.46 مليون من الأضرار.

### فيلم وثائقي
أنتج المخرج غريفين هاموند فيلمًا وثائقيًا مدته 33 دقيقة عن صلصة سريراتشا. تم تمويله بمساعدة حملة كيكستارتر التي جمعت 21,009 دولار - أكثر من أربعة أضعاف الهدف. صدر الفيلم على الإنترنت في 11 ديسمبر 2013، قبل تقديمه إلى المهرجانات السينمائية.

## روابط خارجية
- Huy Fong Foods, Inc. (official webpage)، Huy Fong Foods، مؤرشف من الأصل في 2022-10-17
- "The highly unusual company behind Sriracha, the world's coolest hot sauce". Quartz. 21 أكتوبر 2013. مؤرشف من الأصل في 2022-08-23.